# Жемо (коммуна)
Жемо́ (фр. Gemeaux) — коммуна во Франции, находится в регионе Бургундия. Департамент коммуны — Кот-д’Ор. Входит в состав кантона И-сюр-Тий. Округ коммуны — Дижон.
Код INSEE коммуны 21290.

## Население
Население коммуны на 2010 год составляло 864 человека.
| 1962 | 1968 | 1975 | 1982 | 1990 | 1999 | 2010 |
| ---- | ---- | ---- | ---- | ---- | ---- | ---- |
| 528  | 601  | 607  | 625  | 666  | 760  | 864  |

## Экономика
В 2010 году среди 549 человек трудоспособного возраста (15-64 лет) 442 были экономически активными, 107 — неактивными (показатель активности — 80,5 %, в 1999 году было 75,0 %). Из 442 активных жителей работали 409 человек (209 мужчин и 200 женщин), безработных было 33 (15 мужчин и 18 женщин). Среди 107 неактивных 39 человек были учениками или студентами, 40 — пенсионерами, 28 были неактивными по другим причинам.